# Brandon Fields (cestista)
Brandon Fields (Arlington, 13 agosto 1988) è un cestista statunitense.

## Palmarès
- Campionato ucraino: 1

Budivelnyk Kiev: 2016-17